# 柳沢徳忠
柳沢 徳忠（やなぎさわ のりただ）は、越後三日市藩の第8代（最後）の藩主。7代藩主・柳沢泰孝の長男。母は松浦皓の娘。官位は従五位下、信濃守。幼名は彰太郎。

## 経歴
安政3年（1856年）4月4日、泰孝の死により家督を相続した。3歳であった。慶応4年（1868年）3月18日に江戸を出発し、4月6日に三日市へ到着した。藩財政が破綻を迎える中での、歴代藩主で初の入部であった、明治元年（1868年）7月28日、官軍に降伏した。同年8月21日、新潟で官軍を率いる小松宮彰仁親王に拝謁した。恭順後は新発田藩と軍事行動を共にしている。同年12月3日、従五位下・信濃守に叙任する。明治2年（1869年）6月21日、版籍奉還により三日市藩知事に就任する。1884年（明治17年）7月8日、子爵を叙爵した。昭和11年（1936年）に死去した。

## 栄典
- 1873年（明治6年）12月8日 - 木盃一個[3]
- 1887年（明治20年）12月26日 - 正五位[4]
- 1892年（明治25年）7月5日 - 従四位[5]
- 1897年（明治30年）7月2日 - 正四位[6]
- 1903年（明治36年）6月30日 - 従三位[7]
- 1912年（明治45年）7月10日 - 正三位[8]
- 1922年（大正11年）7月20日 - 従二位[9]
- 1933年（昭和8年）8月1日 - 正二位[10]

## 家族
父母
- 柳沢泰孝（父）
- 松浦皓の娘（母）

妻
- 堀浪子 - 堀直休の娘

子女
- 柳沢徳鄰（1890年生） ‐ 長男。子爵。[11]
- 柳沢彰（1890年生） ‐ 荒川くわとの子。大蔵省営繕管財局技師、工務部技術課長。東京帝国大学建築学科卒、曾禰中條建築事務所に入ったのち大学院でも学び、1920年より都市計画地方委員会技師、都市計画中央委員会技師、内務技師、臨時震災救護事務局事務官、帝都復興院技師などを歴任し、1927年より営繕管財局に異動、1941年工務部課長。1922年には豪州・ニュージーランドに出張。岳父に伊藤滋。[11][12]
- 貴子（1876年生） - 荒川くわとの子。立花寛篤（立花鑑寛の四男）の妻。東京女高師付属高女出身。[11]
- 春子（1887年生） - 荒川くわとの子。米田国臣の妻。東京女高師付属高女出身。[11]